# Chavicina
Chavicina es un alcaloide que se encuentra en la pimienta negra y otras especies del género Piper. Es uno de los cuatro isómeros geométricos diastereoisómeros de la piperina.